# Julie Bowen
Julie Bowen, właśc. Julie Bowen Luetkemeyer (ur. 3 marca 1970 w Baltimore w stanie Maryland) – amerykańska aktorka.
Jej ojciec Jack zajmował się handlem nieruchomościami, a matka Susie – domem. Julie Bowen ma dwie siostry: starsza Molly, jest projektantem wnętrz, młodsza Annie, jest lekarzem w San Francisco. Razem z mężem (Scott Phillips) ma syna Olivera. Studiowała na Brown University. Sławę przyniosła jej rola Carol Vessey w komediowym serialu telewizyjnym Nie ma sprawy. Do 2007 r. grała prawniczkę Denise Bauer w serialu Orły z Bostonu, a od 2009 r. gra jedną z głównych ról w popularnym i wielokrotnie nagradzanym serialu komediowym Współczesna rodzina. Za odgrywaną w nim rolę Claire Dunphy w 2011 otrzymała nagrodę Emmy dla najlepszej aktorki drugoplanowej w serialu komediowym.

## Filmografia

### Filmy
- 2005 Kids in America – Dyrektor Weller
- 2005 Jake in Progress – Brooke
- 2005 Trudny klient (Partners) – Katherine
- 2002 Stella Shorts 1998-2002 – Matka Natura
- 2001 Niejaki Joe (Joe somebody) – Meg Harper
- 2001 Amy's Orgasm – Nikki
- 2001 Wenus i Mars (Venus and Mars) – Lisa
- 2001 You're Killing Me... – Jamie Quinn
- 1999 Ostatni mężczyzna (The Last Man On Planet Earth) – Chayse Hope
- 1998 Three – Amanda Webb
- 1997 Amerykański wilkołak w Paryżu (An American Werewolf in Paris) – Amy
- 1996 Mężowie i żona (Multiplicity) – Robin
- 1996 Farciarz Gilmore (Happy Gilmore) – Virginia Venit
- 1995 Extreme – Andie McDermott
- 1994 Runaway Daughters – Angie
- 1994 Gdzie są moje dzieci? (Where Are My Children?) – Kirstie

### Seriale
- 2009 Współczesna rodzina (Modern family) – Claire Dunphy
- 2008 Trawka (Weeds) – Lisa
- 2005–2007 Orły z Bostonu (Boston Legal) – Denise Bouer
- 2005 Zagubieni (Lost) – Sarah Shephard
- 2000–2004: Nie ma sprawy (Ed) – Carol Vessey
- 1994 Ostry dyżur (ER) – Roxanne Please
- 1983–1995: Loving (1992)